# 돌산공원
돌산공원(Dolsan Park)은 전라남도 여수시 돌산읍 우두리에 위치한 공원이다.

## 개요
부지 면적은 약 28만 7,600m²이며, 1987년에 조성되었다. 공원내에는 돌산대교준공기념탑, 1999 여수타입캡슐, 어업인위령탑 등이 설치되어 있다.
여수케이블카 정거장과 맞닿아 있어 관광지로 유명하며, 사방이 트여 있어 주변 해양 경관을 즐길 수 있는 장소다.

## 시설

### 돌산대교 준공 기념탑
돌산대교와 일직선상의 위치에 있으며 돌산대교와 인근 경치를 구경할 수 있는 장소다.

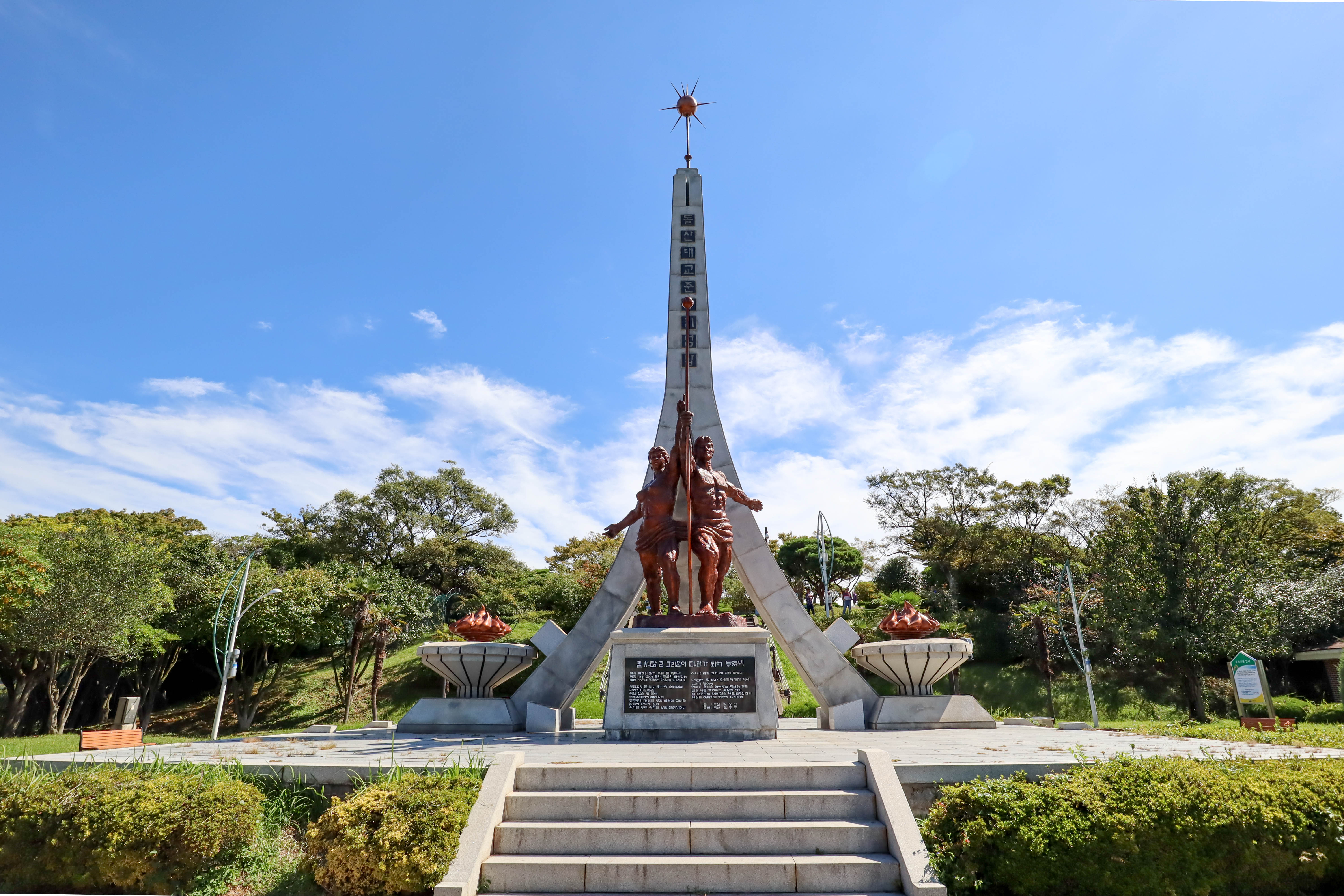
돌산대교기념탑 정면
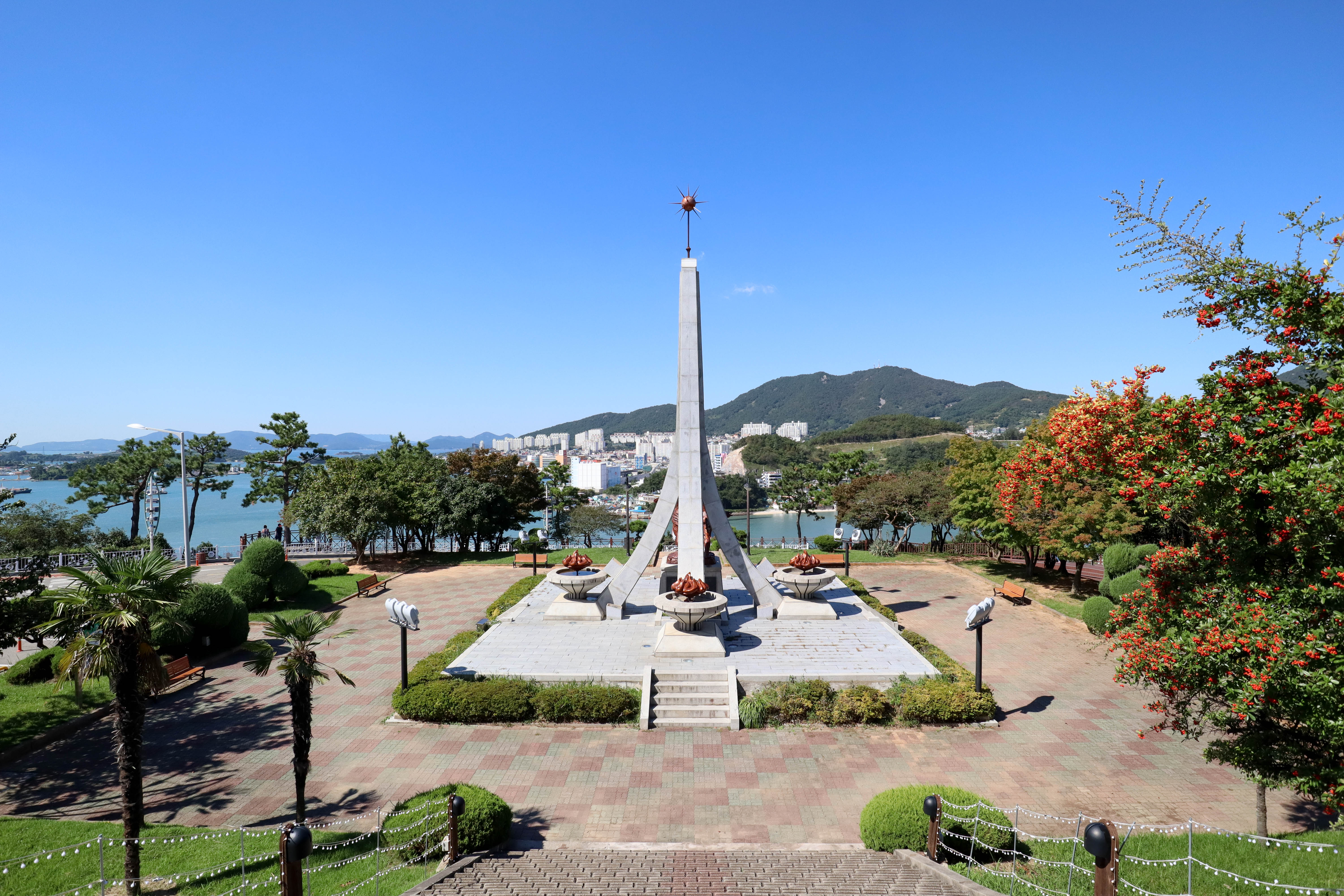
뒤에서 본 돌산대교기념탑

### 어업인위령탑
그물을 끌어당기는 어부의 역동적인 모습을 형상화한 조형물과 어우러져 있다. 여수시가 2002년 8월 준공한 탑이다.

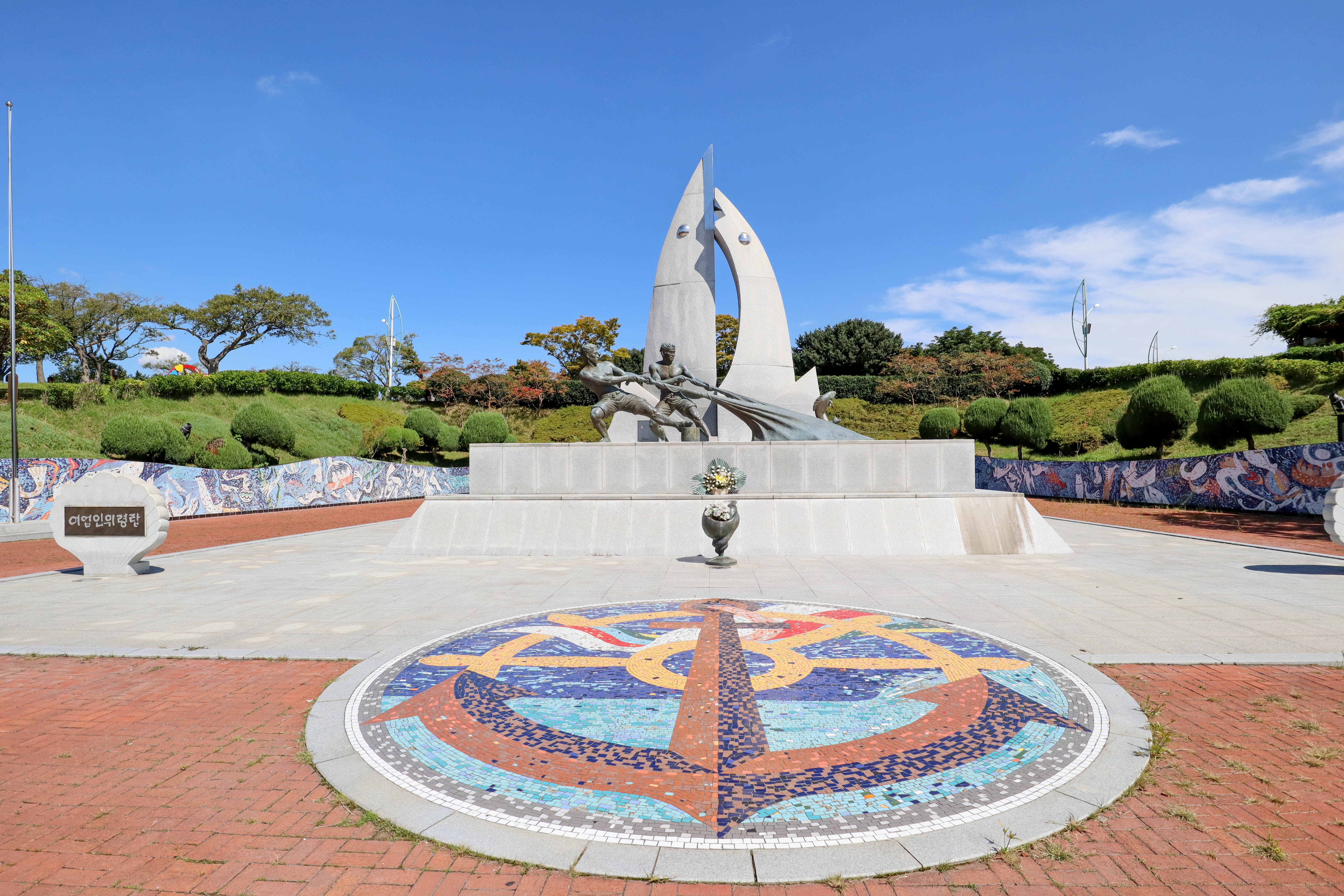
어업인위령탑

### 1999 여수타임캡슐
여수시·여천시·여천군이 통합(1998년)되어 여수시가 된 것을 기념하기 위해 통합 추진과정 자료를 비롯하여 현시대의 시민생활·사회문화 자료 및 문물 803점을 타임캡슐에 담아 1999년 10월 15일 매설하였던 것으로, 이 타임캡슐은 2098년 4월 1일에 개봉될 예정이다.

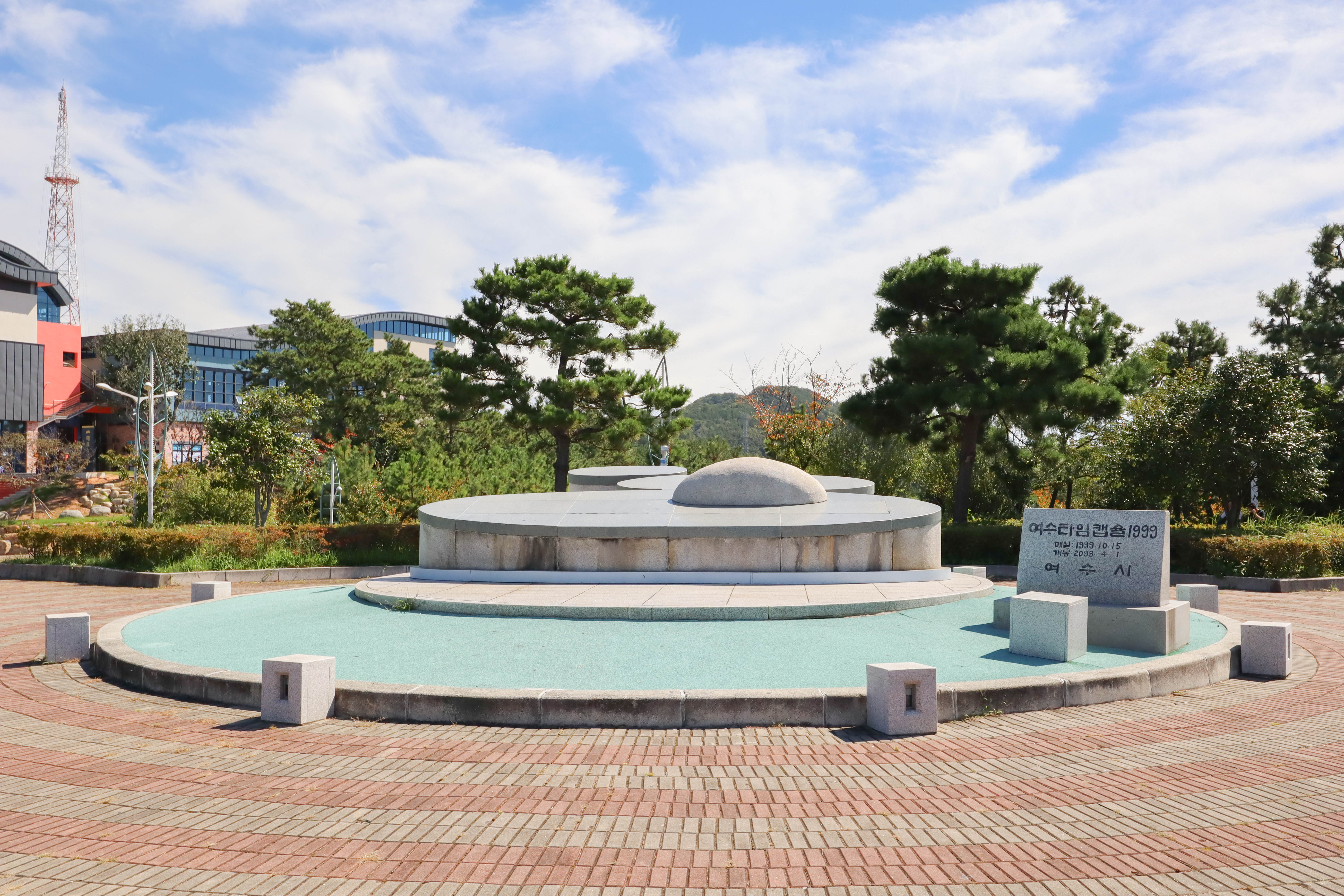
1999 여수타임캡슐

## 같이 보기
- 한려해상국립공원
- 장군도